# Николаев, Василий Семёнович
Василий Семёнович Никола́ев (3 апреля 1907 или 21 марта [3 апреля] 1907, Новосеменкино, Уфимская губерния — 29 декабря 1989, Банново, Кемеровская область) — пулемётчик 5-й гвардейской механизированной бригады (2-й гвардейский механизированный корпус, 28-я армия, 3-й Украинский фронт) гвардии красноармеец, Герой Советского Союза. При участии боевых действий он был контужен - потерял слух. В мирное время работал пастухом. Звезда Героя Советского Союза у него была похищена. Похитителей так и нашли.

## Биография
Василий Семенович Николаев родился 3 апреля (по старому стилю 21 марта) 1907 года в деревне Семенкино Белебеевского уезда Уфимской губернии (ныне деревня Новосеменкино Чекмагушевского района Башкирии).
Чуваш. Образование начальное. Член КПСС с 1942 года. До войны работал в родном колхозе, а затем в городе Алагир Северо-Осетинской АССР.
В июне 1941 года Василий Семёнович был призван в Красную Армию Алагирским райвоенкоматом.
Гвардии красноармеец В. С. Николаев отличился в ночь на 10 марта 1944 года в ходе Березнеговато-Снигирёвской операции.
После демобилизации (1945) В. С. Николаев работал в Северо‑Осетинской АССР. С 1950 — председатель Триключинского сельсовета Шаранского района, бригадир колхоза «Юность». Избирался от Шаранского района (Шаран-Баш-Князевский избирательный округ № 133) депутатом Верховного Совета БАССР 3-го созыва. С 1955 — жил в селе Банново Крапивинского района Кемеровской области.
Скончался 29 декабря 1989 года.

## Подвиг
«Пулемётчик 5-й гвардейской механизированной бригады (2-й гвардейский механизированный корпус, 28-я армия, 3-й Украинский фронт) гвардии красноармеец Василий Николаев в ночь на 10 марта 1944 года получил приказ: форсировать реку Днепр, на правом берегу огнём станкового пулемёта отражать атаки противника, парализовать его огневые точки, мешающие переправе других подразделений.
Выполняя приказ, отважный пулемётчик сам построил плот. Переправившись на противоположный берег Днепра, он установил пулемёт, и в течение двух часов не давал противнику подойти к берегу, уничтожив более трех десятков гитлеровцев. Наступая вместе с подошедшим батальоном, красноармеец Николаев одним из первым ворвался в город Берислав Херсонской области Украины, способствуя пулемётным огнём выполнению подразделением боевой задачи».
Указом Президиума Верховного Совета СССР от 3 июня 1944 года за образцовое выполнение боевых заданий командования и проявленные при этом геройство и мужество гвардии красноармейцу Николаеву Василию Семёновичу присвоено звание Героя Советского Союза с вручением ордена Ленина и медали «Золотая Звезда» (№ 5972).

## Награды
- Медаль «Золотая Звезда» Героя Советского Союза (03.06.1944)[7].
- Орден Ленина (03.06.1944).
- Орден Отечественной войны 1-й степени (06.04.1985)[8].
- Медаль «За отвагу» (18.10.1943)[9].
- Медали.

## Память
- 7,62-мм станковый пулемёт СГ-43 Героя Советского Союза В. С. Николаева стал экспонатом Центрального музея вооружённых сил СССР[10].
- Именем Героя названы улицы в сёлах Чекмагуш и Банново. В родном селе и в селе Банново установлены бюсты В.С. Николаеву.